# Vesole
Il Monte Vesole (1.210 m s.l.m.) è incluso nel Parco nazionale del Cilento e Vallo di Diano ed è situato tra Roccadaspide e Trentinara in provincia di Salerno.

## Caratteristiche
Il monte Vesole è parte della dorsale montuosa che divide la valle del fiume Calore da quella del fiume Alento, della quale fanno parte anche i monti Chianiello, Faito e i monti su cui sono posti Magliano Nuovo e Capaccio Vecchia.
Il Monte in particolare rappresenta uno spartiacque tra i comuni di Trentinara e Roccadaspide, collegate da una strada carrabile che attraversa in parte il monte e collega a Roccadaspide anche il borgo di Monteforte Cilento.

## Fauna e flora
Ricco di flora (abeti, faggi) e di fauna (lupi, cinghiali, ricci) e di un sottobosco sviluppatissimo (funghi, fragole, tartufi).
Bisogna segnalare inoltre che lungo le pendici del monte ha avuto origine una particolare varietà di castagna che si avvale del marchio IGP e che è conosciuta col nome di Marrone di Roccadaspide.

## Sentieri
Si accede alla cima tramite una strada asfaltata che porta fino ai 1000 metri, poi è necessario proseguire a piedi.